# نظرية الكارثة (جيولوجيا)

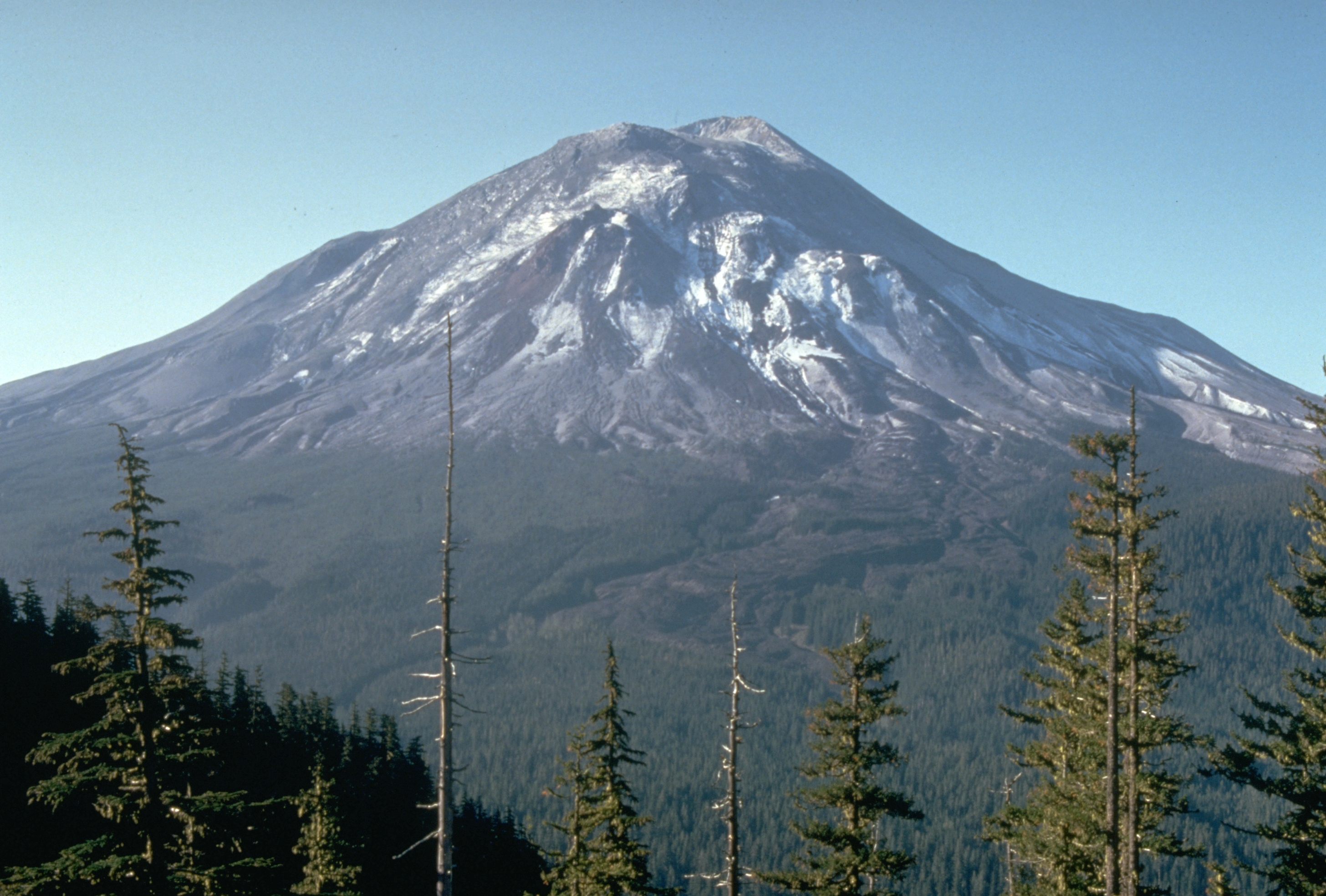
جبل سانت هيلين في.

الكارثة أو الجَلَلِيَّة هي نظرية تشكل الأرض إلى حدٍ كبير من خلال أحداث عنيفة مفاجئة وقصيرة الأمد، ربما على نحوٍ عالمي النطاق. يتناقص هذا مع الوتيرة الواحدة (يُوصف أحيانًا بالتدرجية)، حيث أدت التغيرات التدريجية البطيئة مثل التعرية، إلى خلق ميزات جيولوجية أرضية. يرى أنصار الوتيرة الواحدة أن الحاضر هو مفتاح الماضي، وأن جميع العمليات الجيولوجية (مثل التعرية) طوال الفترة الماضية كانت مثل تلك التي يمكن ملاحظتها الآن. ومنذ المنازعات المبكرة، نشأت نظرة متطورة أكثر شمولًا وتكاملًا للأحداث الجيولوجية، يقبل فيها الإجماع العلمي على وقوع بعض الأحداث الكارثية في الماضي الجيولوجي، ولكن هذه الأحداث يمكن تفسيرها كأمثلة متطرفة للعمليات الطبيعية التي يمكن حدوثها.
اقترح أنصار نظرية الكارثة أن العصور الجيولوجية انتهت بكوارث طبيعية عنيفة ومفاجئة مثل الفيضانات العظيمة والتشكيل السريع لسلاسل الجبال الرئيسية. انقرضت النباتات والحيوانات التي تعيش في أجزاء من العالم حيث وقعت تلك الأحداث، واستُبدلت على نحو مفاجئ بالأشكال الجديدة التي حددتها الحفريات على أنها الطبقات الجيولوجية. حاول بعض علماء نظرية الكارثة ربط تغيير واحد على الأقل من هذا القبيل بقصص الكتاب المقدس عن طوفان نوح.
شاع هذا المفهوم لأول مرة من قبل العالم الفرنسي جورج كوفييه في أوائل القرن التاسع عشر، الذي اقترح أن أشكال جديدة من الحياة انتقلت من مناطق أخرى بعد الفيضانات المحلية، وتجنب التوقعات الدينية أو الميتافيزيقية في كتاباته العلمية. 

## نبذة تاريخية

### الجيولوجيا والمعتقدات الإنجيلية
في التطور المبكر للجيولوجيا، بُذلت جهود في مجتمع غربي أغلبه مسيحي للتوفيق بين قصة الخلق والطوفان العالمي والمفاهيم الجديدة حول العمليات التي شكلت الأرض. استُخدمت أساطير الفيضانات القديمة الأخرى على أنها تفسير لماذا «ذُكرت قصة الفيضان في الأساليب العلمية مع تواتر مدهش بين الإغريق»،  ومثال على ذلك قصة فلوطرخس عن فيضان أوجيجا. 

## روابط خارجية
- Catastrophism and Mass Extinctions
- The Fall and Rise of Catastrophism[وصلة مكسورة]
- "The origin of the moon'.
- Catastrophism! Man, Myth and Mayhem in Ancient History and the Sciences
- Answers In Creation - Catastrophism Article
- Dictionary of the History of Ideas: "Uniformitarianism and Catastrophism"